# Chorflankenturm

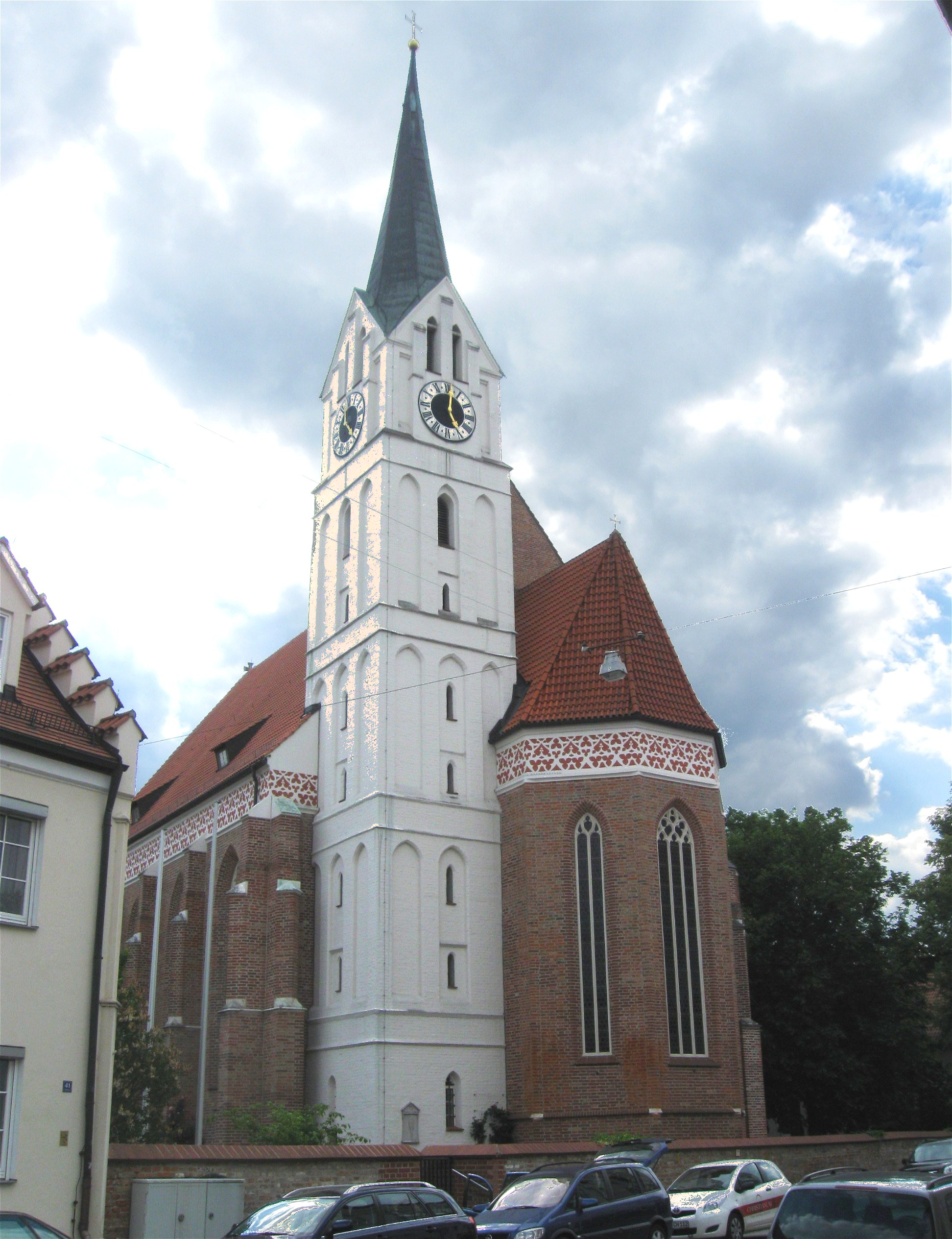
St. Nikola (Landshut), 14. Jh., mit einem Chorflankenturm

Ein Chorflankenturm ist ein seitlich des Chors oder der Apsis stehender Kirchturm.

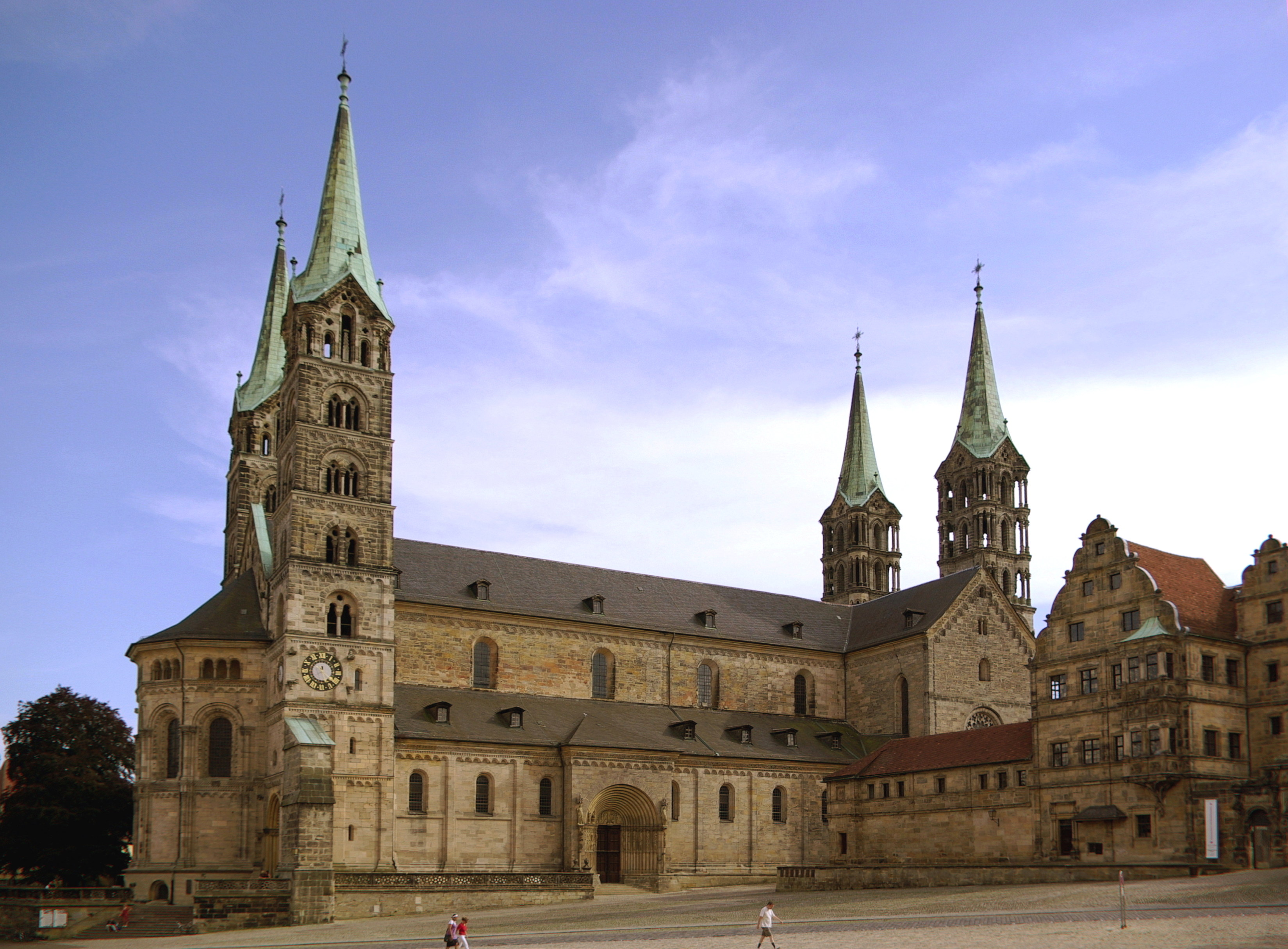
Bamberger Dom, ca. 1200–1237, links Ostchor mit Chorflankentürmen, rechts Westchor mit „Chorwinkel“- oder „Chorflanken“-Türmen

Günther Binding unterscheidet den Chorflankenturm vom Chorwinkelturm, der im Winkel zwischen Querhaus und Chor steht. Für Matthias Untermann hingegen ist diese Position geradezu typisch für  Chorflankentürme. 
Wichtig ist die Unterscheidung gegenüber Türmen, die zwar ebenfalls in der Nähe des Chors positioniert sind, aber ihn nicht berühren, sondern auf dem Querhaus oder an dessen Ecken stehen. Ebenso wichtig ist die Unterscheidung von Türmen, genannt Chorturm, deren Erdgeschoss der Chor ist, oder die auf dem Chor errichtet wurden.
Die Ausstattung von Kirchen mit Chorflankentürmen begann wohl um das Jahr 1000. Bei bedeutenden Kirchen wurden sie oft paarig angelegt. Manche Kirchen hatten oder haben nur Chorflankentürme. Sie konnten aber auch, zusammen mit einem westlichen Turmpaar, eine Vierturmanlage bilden, oder zusammen mit einem Vierungsturm und eventuellen Querhausflankentürmen (in den Winkeln zwischen Querhaus und Langhaus) eine Gruppe von drei oder fünf Türmen im Bereich der Vierung. Bei mehrtürmigen Kirchen trägt selbstverständlich nicht unbedingt jeder Turm Glocken.

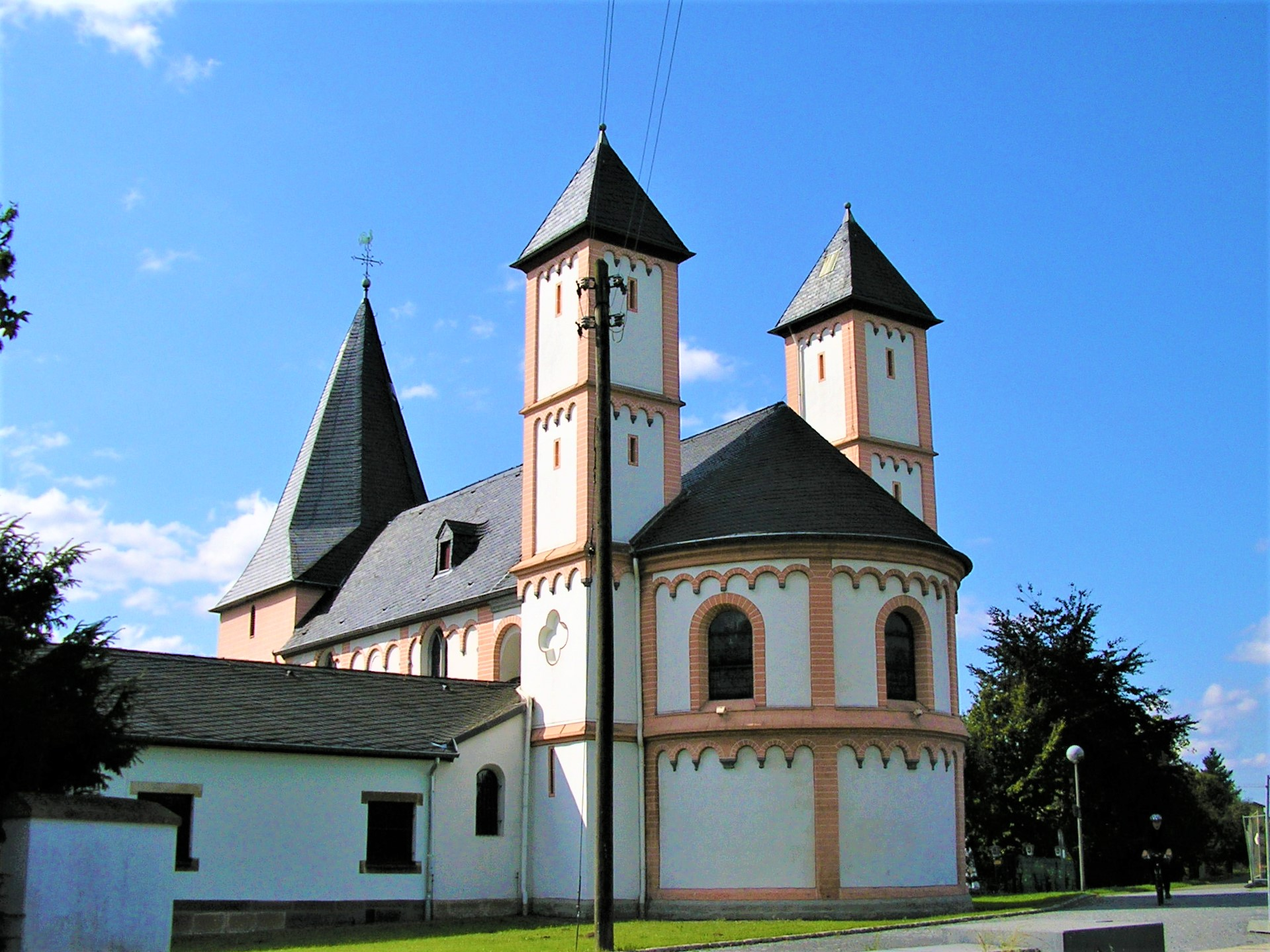
Chorflankentürme von St. Amandus in Köln-Rheinkassel, Chor ab 1220, sehr späte Romanik

Manchmal wurde aber von zwei in Fundamenten und Sockelgeschoss angelegten Chorflankentürmen nur einer in voller Höhe ausgeführt. Mit der Zeit immer häufiger legte man nur einen Chorflankenturm an. Besonders in Bayern gibt es eine große Zahl gotischer und barocker Kirchen, deren einziger Turm ein Chorflankenturm ist.